# Armobiles
Armobiles — видеоигра в жанре аркадные боевые гонки. В России известна как «Боемобили», переведена компанией «Логрус».

## Сюжет
2009 год. Планета Земля — единое государство, нуждающееся в войсках, способных поддерживать порядок и оперативно реагировать на любую агрессию, от кого бы или от чего бы она ни исходила. С этой целью на Земле сформирован ряд Боемобильных Подразделений, вступить в одно из которых и предстоит игроку.

## Игровой процесс
8 тренировочных трасс в Аляске, Австралии, Неваде, Норвегии, Швейцарии. Есть возможность настраивать погодные условия.
6 боемобилей с различными устройствами: турбины, щиты, блоки обеспечения невидимости и другое. Оружия: пушки, ракеты, разрядники, прыгающие бомбы.
Миссии — от сбора призов до исполнения фигур высшего пилотажа, от обычных гонок на время до смертельных сражений с противниками.